# Orotato reduttasi (NADPH)
La orotato reduttasi (NADPH) è un enzima appartenente alla classe delle ossidoreduttasi, che catalizza la seguente reazione:
(S)-diidroorotato + NADP+ ⇄ orotato + NADPH + H+
L'enzima è una flavoproteina.